# Verso Recto
Verso Recto est un jeu de stratégie pour deux à quatre joueurs.

## Public
- À partir de 7 ans
- Durée du jeu de 5 à 15 minutes

## Liste du matériel
- Un plateau de jeu
- 28 pions (7 rouges, 7 noirs, 7 jaunes et 7 bleus)
- Chaque pion a un côté recto et un côté verso (le côté verso est marqué par un point)

## Règles du jeu
Objectif

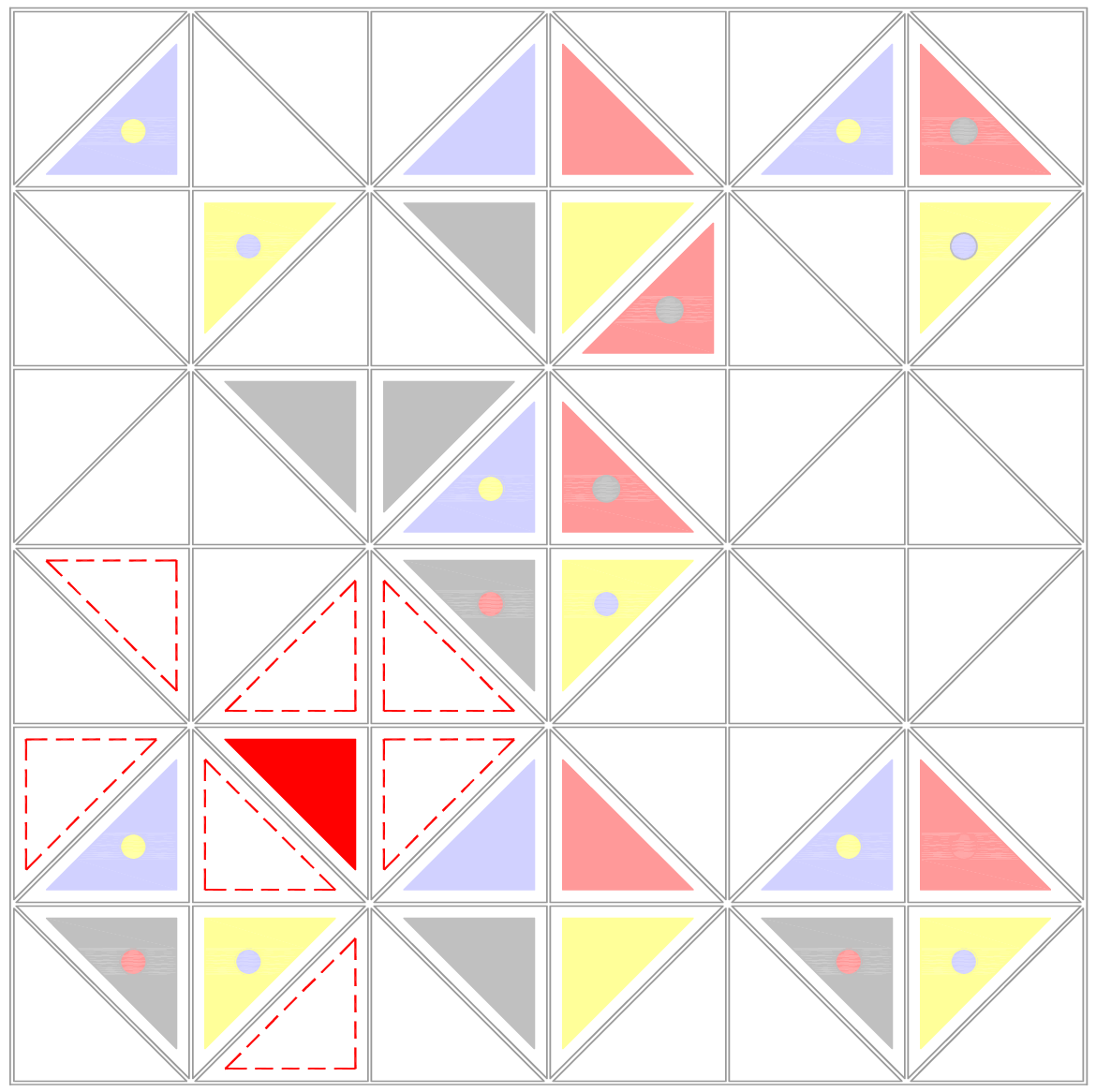
Exemple de déplacement possible d'une pièce

Le premier joueur qui place tous ses pions côte à côte, c’est-à-dire de façon adjacente les uns aux autres, gagne.
Une seule condition pour gagner : tous les pions, joints par le joueur, doivent être sur le même côté (soit au recto, soit au verso).  
Conditions initiales
Chaque joueur dispose de 7 pions de même couleur.
Déplacement des pions
À chaque tour de jeu, un pion se déplace en basculant du recto vers le verso, ou inversement selon sa position, dans la case libre qui lui est symétrique (donc huit directions possibles).

## Prix
Le jeu Verso Recto a obtenu la médaille AIFF (Association des inventeurs et fabricants français) au Concours Lépine 2005

## Auteur du jeu
Innocent Twagirumukiza, alias Tinnoka, artiste contemporain (voir art contemporain africain).